# Paradistjärnen, Jämtland
Paradistjärnen är en sjö i Åre kommun i Jämtland och ingår i Indalsälvens huvudavrinningsområde. Paradistjärnen ligger i Järvdalen Natura 2000-område.